# Edoardo Mariani
Edoardo Mariani (5. březen 1893 Milán, Italské království – 7. leden 1956 Pisa, Itálie) byl italský fotbalový útočník.
S fotbalem začínal v rodném městě v klubu AC Milán, kde zažil premiéru 10. ledna 1909. V následující sezoně již hrál za Janov. Zde vyhrál svůj první titul v sezoně 1914/15. Po válce se vrátil do Milána, kde zůstal dvě sezony. Poté opět přestoupil do Janova s jimiž slavil dva tituly (1922/23, 1923/24). V roce 1924 přestoupil do Lazia a kariéru ukončil v roce 1927 v klubu Savona.
Za reprezentaci odehrál 4 utkání. První utkání odehrál 17. března 1912 proti Francii (4:3). Byl na OH 1912.

## Hráčské úspěchy

### Klubové
- 3× vítěz italské ligy (1914/15, 1922/23, 1923/24)

### Reprezentační
- 1x na OH (1912)